# Glarner Nachrichten
Die Glarner Nachrichten waren eine Lokalzeitung für den Schweizer Kanton Glarus mit dem Untertitel «Tagblatt und Anzeiger für das Glarnerland».
Das Publikationsorgan wurde 1884 vom Politiker David Legler gegründet und war von diesem als Oppositionszeitung gedacht. Die Glarner Nachrichten lösten die 1875 lancierte Zeitung Der Freie Glarner ab. Die Glarner Nachrichten wurden unter Chefredaktor Rudolf Tschudi (1905–1937) zur grössten Zeitung des Kantons.
Während vieler Jahre bestand eine Zusammenarbeit mit den Lokalzeitungen aus den Nachbarregionen March, Höfe und Gaster, darunter dem March-Anzeiger. Zuletzt erschienen die Tageszeitungen mit einem gemeinsamen Layout und dem Untertitel «LinthPresseZeitung», bis sie im Jahr 2000 durch das Label Südostschweiz ersetzt wurden.